# Epactoides tiinae
Epactoides tiinae là một loài bọ cánh cứng trong họ Bọ hung (Scarabaeidae).